# Elezioni generali in Namibia del 2024
Le elezioni generali in Namibia del 2024 si sono tenute dal 27 al 30 novembre per il rinnovo della Presidenza e dell’Assemblea nazionale, la camera bassa del Parlamento del paese.
Originariamente previste per il solo 27 novembre, a causa di alcune problematiche di tipo logistico e tecnico, esse sono state estese, su ordine della stessa Commissione Elettorale Nazionale, prima di un giorno, poi fino al 29 novembre in tutto il paese e fino al 30 novembre in alcuni seggi particolarmente colpiti o rilevanti, portando a contestazioni da parte delle opposizioni.
Le elezioni hanno visto, nonostante una potenziale probabilità di mutamento del contesto politico, l’ampia riconferma dell’Organizzazione Popolare dell'Africa del Sud-Ovest (SWAPO), alla guida del paese sin dalla sua conquistata indipendenza dal Sudafrica nel 1989, che, tramite la vittoria già al primo turno delle presidenziali della sua candidata Netumbo Nandi-Ndaitwah (peraltro per la prima donna nella storia del paese ad esserlo stata), con ben il 58,07% delle preferenze, ed avendo parallelamente ottenuto una maggioranza assoluta in assemblea di ben 51 seggi su 96 direttamente eleggibili dalla cittadinanza, ha così potuto consolidare il suo controllo sia del ramo esecutivo che del ramo legislativo. Tuttavia, in questo contesto, degno di nota è altresì stato il rilevamento di un apprezzabile aumento di preferenze per il principale candidato di opposizione, Panduleni Itula di Patrioti Indipendenti per il Cambiamento (IPC).

## Sistema elettorale

### Presidenziali
Per le elezioni presidenziali, la legge elettorale namibiana (definita in principio anche dalla Costituzione, Art. 28, § (2), sotto comma (b)) prevede l’applicazione di un sistema maggioritario a doppio turno: per essere eletti, infatti, è necessaria la maggioranza assoluta delle preferenze (50%+1). Tuttavia, qualora ciò non avvenga, si attua un secondo turno di votazione tra i primi due candidati entro due settimane dal precedente.

### Parlamentari
Per l’elezione dell’Assemblea nazionale, la camera bassa e l’unica delle due camere del Parlamento della Namibia ad essere direttamente eletta dai cittadini, la legge elettorale namibiana, attuata, secondo il principio definito dalla Costituzione (Art. 46, § (1, 2), Art. 49 e Schedule 4), per l’elezione popolare di solo 96 seggi su 104 (in quanto i restanti 8 sono nominati dal Presidenza una volta insediatosi), prevede l’applicazione di un sistema proporzionale a lista chiusa di partito puro in 14 collegi plurinominali corrispondenti alle Regioni del paese. In seguito, le preferenze sono tradotte in seggi secondo il metodo del quoziente e dei più alti resti.

## Risultati

### Elezioni presidenziali
| Netumbo Nandi-Ndaitwah | Organizzazione Popolare dell'Africa del Sud-Ovest (SWAPO) | 638 560   | 58,07 |  |  |  |  |  |
| Panduleni Itula        | Patrioti Indipendenti per il Cambiamento (IPC)            | 284 106   | 25,84 |  |  |  |  |  |
| McHenry Venaani        | Movimento Democratico Popolare (PDM)                      | 55 412    | 5,04  |  |  |  |  |  |
| Bernadus Swartbooi     | Landless People's Movement (LPM)                          | 51 160    | 4,65  |  |  |  |  |  |
| Job Amupanda           | Riposizionamento Affermativo (AR)                         | 19 676    | 1,79  |  |  |  |  |  |
| Hendrik Gaobaeb        | Fronte Democratico Unito (UDF)                            | 12 604    | 1,15  |  |  |  |  |  |
| Henk Mudge             | Partito Repubblicano (RP)                                 | 8 988     | 0,82  |  |  |  |  |  |
| Evilastus Kaaronda     | Unione Nazionale dell'Africa del Sud-Ovest (SWANU)        | 7 991     | 0,73  |  |  |  |  |  |
| Ambrosius Kumbwa       | Partito di Tutto il Popolo (APP)                          | 5 197     | 0,47  |  |  |  |  |  |
| Epafras Mukwiilongo    | Economic Freedom Fighters Namibiani (NEFF)                | 3 978     | 0,36  |  |  |  |  |  |
| Festus Thomas          | Partito del Corpo di Cristo (BCP)                         | 3 641     | 0,33  |  |  |  |  |  |
| Mike Kavekotora        | Raggruppamento per la Democrazia ed il Progresso (RDP)    | 2 974     | 0,27  |  |  |  |  |  |
| Erastus Shuumbwa       | Partito del Movimento dell’Azione Democratica (ADMP)      | 2 069     | 0,19  |  |  |  |  |  |
| Sakaria Likuwa         | Partito dei Namibiani Uniti (UNP)                         | 2 013     | 0,18  |  |  |  |  |  |
| Vaino Amuthenu         | Congressi dei Democratici (CoD)                           | 1 213     | 0,11  |  |  |  |  |  |
| Totale                 | Totale                                                    | 1 099 582 | 100   |  |  |  |  |  |
|                        |                                                           |           |       |  |  |  |  |  |
| Voti non validi        | Voti non validi                                           | 14 552    | 1,31  |  |  |  |  |  |
| Votanti                | Votanti                                                   | 1 114 134 | 76,86 |  |  |  |  |  |
| Elettori               | Elettori                                                  | 1 449 569 |       |  |  |  |  |  |

| Netumbo Nandi-Ndaitwah |  | 58,07% |
| Panduleni Itula        |  | 25,84% |
| McHenry Venaani        |  | 5,04%  |
| Bernadus Swartbooi     |  | 4,65%  |
| Altri (<1,80%)         |  | 6,40%  |

### Elezioni parlamentari
| Organizzazione del Popolo dell'Africa del Sud-Ovest (SWAPO) | 583 300   | 53,38 | 51 |  |  |  |
| Patrioti Indipendenti per il Cambiamento (IPC)              | 220 809   | 20,21 | 20 |  |  |  |
| Riposizionionamento Affermativo (AR)                        | 72 227    | 6,61  | 7  |  |  |  |
| Movimento Democratico Popolare (PDM)                        | 59 839    | 5,48  | 5  |  |  |  |
| Landless People's Movement (LPM)                            | 56 971    | 5,21  | 5  |  |  |  |
| Fronte Democratico Unito (UDF)                              | 16 828    | 1,54  | 1  |  |  |  |
| Economic Freedom Fighters Namibiani (NEFF)                  | 11 743    | 1,07  | 1  |  |  |  |
| Unione Nazionale dell'Africa del Sud-Ovest (SWANU)          | 11 484    | 1,05  | 1  |  |  |  |
| Partito Repubblicano (RP)                                   | 10 942    | 1,00  | 1  |  |  |  |
| Organizzazione Democratica di Unità Nazionale (NUDO)        | 10 687    | 0,98  | 1  |  |  |  |
| Partito di Tutto il Popolo (APP)                            | 7 219     | 0,66  | 1  |  |  |  |
| Partito Nazional Democratico (NDP)                          | 6 647     | 0,61  | 1  |  |  |  |
| Partito del Corpo di Cristo (BCP)                           | 5 763     | 0,53  | 1  |  |  |  |
| Altri partiti (<0,30%)                                      | 18 226    | 1,67  | —  |  |  |  |
| Totale                                                      | 1 092 685 | 100   | 96 |  |  |  |
|                                                             |           |       |    |  |  |  |
| Voti non validi                                             | 15 898    | 1,43  |    |  |  |  |
| Votanti                                                     | 1 108 583 | 76,48 |    |  |  |  |
| Elettori                                                    | 1 449 569 |       |    |  |  |  |

| Riepilogo dei seggi | Riepilogo dei seggi | Riepilogo dei seggi | Riepilogo dei seggi | Riepilogo dei seggi | Riepilogo dei seggi | Riepilogo dei seggi |
| ------------------- | ------------------- | ------------------- | ------------------- | ------------------- | ------------------- | ------------------- |
|                     |                     |                     |                     |                     |                     |                     |
| NEFF                | 1                   |                     |                     | AR                  | 7                   |                     |
| SWAPO               | 51                  |                     |                     | NOM                 | 8                   |                     |
| LPP                 | 5                   |                     |                     | SWANU               | 1                   |                     |
| APP                 | 1                   |                     |                     | NDP                 | 1                   |                     |
| UDF                 | 1                   |                     |                     | IPC                 | 20                  |                     |
| PDM                 | 5                   |                     |                     | RP                  | 1                   |                     |
| BCP                 | 1                   |                     |                     | NUDO                | 1                   |                     |